# Лінія 10 CPTM
Лінія 10 — нефритова — лінія CPTM, системи приміських поїздів Великого Сан-Паулу, що пролягає між станціями Брас і Ріу-Гранді-да-Серра. До березня 2008 року називалася Лінією D — бежева.